# 요괴워치♪: 지바냥 VS 코마상 워메한 대결전이다냥
《극장판 요괴워치♪: 지바냥 VS 코마상 워메한 대결전이다냥》(일본어: 映画 妖怪ウォッチ♪ ジバニャンVSコマさん もんげー大決戦だニャン)은 2023년 1월 13일에 개봉된 일본의 애니메이션 영화이다. 《요괴워치》의 여덟번째 극장판이다.